# Jiangning Sports Center
Jiangning Sports Center (chiń. 江宁区体育中心; pinyin Jiāngníng Tǐyùzhōngxīn) – wielofunkcyjny stadion w Nankinie, w Chinach. Obiekt może pomieścić 30 000 widzów. Stadion był jedną z aren piłkarskich Mistrzostw Azji U-16 kobiet w roku 2011 i 2013, a także Mistrzostw Azji U-19 kobiet w roku 2013.